# Amparo Acker-Palmer
Maria Amparo Acker-Palmer (* 10. September 1968 in Sueca, Provinz Valencia) ist eine spanische Neurowissenschaftlerin und Zellbiologin, die Professorin an der Goethe-Universität Frankfurt am Main ist.
Acker-Palmer studierte ab 1986 Biologie und Biochemie an der Universität Valencia mit der Promotion 1996 bei Erwin Knecht. Als Post-Doktorandin war sie am European Molecular Biology Laboratory (EMBL) in Heidelberg in der Abteilung Entwicklungsbiologie bei Angel Nebreda und Rüdiger Klein, dem sie 2001 als Nachwuchsgruppenleiterin an das Max-Planck-Institut für Neurobiologie in München folgte. 2007 wurde sie Professorin in Frankfurt (mit voller Professur seit 2011). Sie leitet dort die Abteilung Molekulare und Zelluläre Neurobiologie am Institut für Zellbiologie und Neurowissenschaften. Außerdem ist sie leitende Wissenschaftlerin im neu gegründeten Rhine-Main-Neuroscience Network (2012).
Sie ist seit 2009 im Exzellenzcluster Makromolekulare Komplexe der DFG und ist im Forschungsverbund Translationale Neurowissenschaft.
Acker-Palmer befasst sich mit molekularen Grundlagen der synaptischen Plastizität und Entwicklung des Nervensystems. Speziell untersucht sie die Ephrin-B-Rezeptoren und fand Parallelen zwischen der Entwicklung des Aufbaus des Nervensystems und dem von Blutgefäßen (Angiogenese). Letzteres hat Anwendungen in der Erforschung der Metastasenbildung bei Tumoren. Sowohl Nervensystem als auch Blutgefäßsystem nutzen ähnliche Moleküle und gemeinsame Gene.
2010 erhielt sie den Paul-Ehrlich-und-Ludwig-Darmstaedter-Preis für Nachwuchswissenschaftler. 2012 wurde sie Mitglied der Leopoldina. 2014 wurde sie in die Academia Europaea gewählt, 2015 in die European Molecular Biology Organization.
Sie ist mit dem Neuropathologen und Neuroonkologen Till Acker verheiratet, mit dem sie zwei Töchter hat. Mit ihm arbeitete sie über Tumortherapie (zum Beispiel Glioblastome), die an der Angiogenese angreift (Anti-Angiogenetische Tumortherapie).

## Schriften
- mit A. Senturk, S. Pfennig, A. Weiss, K. Burk: EphrinBs are functional co-receptors for Reelin to regulate neuronal migration, Nature, Band 472, 2011, S. 356–360
- mit S. Sawamiphak, S. Seidel, C. L. Essmann, G. Wilkinson, M. E. Pitulescu, T. Acker: EphrinB2 regulates VEGFR2 function in developmental and tumour angiogenesis, Nature, Band 465, 2010, S. 487–491
- mit S. Sawamiphak, M. Ritter: Preparation of retinal explant cultures to study ex vivo tip endothelial cell responses, Nature Protocols, Band 5, 2008, S. 1659–1665
- mit C. L. Essmann, E. Martinez, J. Geiger, M. Zimmer, M. Traut, V. Stein, R. Klein: Serine phosphorylation of ephrinB2 regulates trafficking of synaptic AMPA receptors, Nature Neuroscience, Band 11, 2008, S. 105–1043
- mit I. Segura, C. L. Essmann, S. Weinges: Grb4 and GIT1 transduce ephrinB reverse signals modulating spine morphogenesis and synapse formation, Nature Neuroscience, Band 10, 2007, S. 301–310